# Gedo
Gedo ou Gedō é uma região da Somália, sua capital é a cidade de Garbahaarrey.

## Distritos
- Bardera (ou Baardheere)
- Burdubo (ou Buurdhuubo)
- Buuloxaawo
- Dolow (ou Doolow)
- Ceelwaaq
- Garbahaarreey
- Luuq (ou Lugh).

## Geografia
Os principais rios da região são: rio Dawa e rio Juba. 
O rio Dawa faz a fronteira da  Etiópia e a região de Gedo. A cidade de Dolow esta localizada às margens do rio Dawa.
O rio Juba nasce em Dolow, logo ao norte do distrito de Luuq, corta Burdubo e Bardera na região de Gedo, Bu'aale e Jilib na região de Jubbada Dhexe e deságua no Oceano Índico em Goobweyn, onde pode ser verificado as águas vermelhas do rio se misturando com as águas azuis do oceano.